# گرنچنبرگ
گرنچنبرگ (به لاتین: Grenchenberg) یک کوه در سوئیس است که در کانتون برن واقع شده‌است. گرنچنبرگ ۱٬۴۰۵ متر بالاتر از سطح دریا واقع شده‌است.